# Salvamento Marítimo Humanitario (SMH)
Salvamento Marítimo Humanitario (SMH) es una ONG que se rige por los principios de "voluntariado, solidaridad, humanidad, universalidad, igualdad, imparcialidad y dignidad" fundada en Zarauz (Guipúzcoa) en 2015.
Nace como grupo de rescate para reforzar la respuesta en las arribadas masivas de gomonas con personas migrantes en la isla de Quíos, en el mar Egeo. Tras el pacto de la Unión Europea y Turquía y la consecuente reducción de llegadas, el proyecto en el país heleno se adapta a las nuevas necesidades y se transforma en un equipo sanitario. En mayo de 2017, SMH llegó a un acuerdo de colaboración con otra ONG de rescate, ProemAid, para fundar el proyecto Maydayterraneo-Aita Mari. Esta iniciativa consiste en un barco de rescate en el Mediterráneo Central, en las aguas internacionales enfrente de las costas de Libia.

## Grecia
En el invierno de 2015, la llegada constante de gomonas a las costas de Quíos desbordó a los guardacostas griegos. Solo en el mes de diciembre más de 13.000 personas desembarcaron en esta isla. Por eso, los voluntarios/as de SMH se trasladaron allí con un equipo de dos ambulancias y una lancha de rescate.
Tras el pacto de la Unión Europea y Turquía, y la consecuente disminución de llegadas, se creó un equipo médico para atender a las personas que viven en el campo de refugiados. De esta forma, durante 2016, dieron servicio de "transporte sanitario primario y secundario y atención de emergencias mediante ambulancias a más de 878 personas".
Desde agosto de 2017, SMH refuerza la asistencia médica en Vial, el campo de registro de Quíos, y se responsabiliza de la atención en el turno de tarde, las urgencias a las noches y los fines de semana y de la primera asistencia sanitaria en las arribadas.
Fuera del recinto, colabora con los otros grupos solidarios: Athena Women Center, Action for Education y Hero Center para dar una atención más específica a personas vulnerables. Este trabajo lo realiza un equipo formado por voluntarios/as, refugiados (como traductores) y personal expatriado y griego.

## Mediterráneo Central
Salvamento Marítimo Humanitario y ProemAid firmaron un acuerdo de colaboración en mayo de 2017 para poner en marcha el proyecto de rescate Maydayterraneo-Aita Mari.
El objetivo principal de esta iniciativa es evitar la muerte de personas en su viaje a través del Mediterráneo Central. Además el proyecto pretende monitorizar el cumplimiento de los Derechos Humanos por parte de los diferentes recursos desplegados en la zona para contener el flujo migratorio.
En el otoño de 2017, Maydayterraneo acuerda con Mission Lifeline fletar un barco de rescate. En esas operaciones conjuntas, se localizaron, y fueron auxiliadas, 577 personas que estaban a la deriva en siete pateras en aguas internacionales. Fueron trasladadas a puerto seguro en Sicilia, como obliga la Convención de las Naciones Unidas sobre el Derecho del Mar.

### Aita Mari
En 2018, Maydayterraneo-Aita Mari consigue reunir los fondos necesarios para comprar y equipar su propio buque de rescate, el Aita Mari. 
Este barco, de pabellón español, era originalmente un pesquero de cerco (Stella Maris Berria) de la flota del Cantábrico, con sede en Guetaria (Guipúzcoa), construido en 2001, con 32 metros de eslora y 7, de manga. Para las labores de rescate, cuenta con dos embarcaciones semirrígidas de 6m y medios de rescate masivos, así como balsas de rescate con capacidad para 150 personas.
También está equipado con área sanitaria con instrumentación que le capacita para una asistencia de urgencia y soporte vital avanzado. Su tripulación está formada por 16 personas: oficiales de puente y máquina, marineros de puente y máquina, cocinero, personal médico sanitario y de rescate y equipo de medios de comunicación.
El buque se bautizó en honor a José María Zubía Cigarán (Aita Mari). Este marinero guipuzcoano fue reconocido por su valor al no dudar nunca para lanzarse al mar y rescatar a quienes estuvieran en apuros. 
“Entre todos los asistentes hubo uno que no se conformó con la actuación pasiva de la mayoría y llamando a su gente, montó en una pequeña barca y partieron del muelle con intención de ayudar a los náufragos. Se trataba de José María Zubia, 'Mari', al que se veía aparecer y desaparecer con su embarcación mientras controlaba el timón dirigiendo a los cuatro hombres que manejaban los remos”, Javier Sada.
Falleció realizando un rescate en enero de 1866. En el puerto de San Sebastián hay un busto en su honor. 

## Financiación
Salvamento Marítimo Humanitario es una asociación sin ánimo de lucro y se financia por cuatro vías: aportes anuales de sus socios, donaciones anónimas puntuales de particulares y empresas, eventos solidarios y ayudas de fondos a la emergencia de ayuntamientos, diputaciones y gobiernos regionales.
El Gobierno Vasco colaboró económicamente en la compra y remodelación del Aita Mari. Como explicó el 7 de junio de 2018 en rueda de prensa en San Sebastián Jonan Fernández, secretario general de Derechos Humanos, Convivencia y Cooperación del Gobierno Vasco este barco "va a representar el compromiso de acción y solidaridad de la sociedad vasca en medio de un mar de insolidaridades e injusticias".
Subrayó en ese acto que esta colaboración entra dentro del Plan de Convivencia y Derechos Humanos 2017-20 de su Gobierno porque “la actuación de un gobierno como el vasco debe intentar, con toda la modestia, pero con toda la determinación, unir fuerzas en el ámbito internacional para defender el respeto a los derechos humanos”.

## Reconocimientos
Salvamento Marítimo Humanitario recibió en 2016 el premio René Cassin de Paz y convivencia que otorga cada año el Gobierno Vasco.
Este mismo año fue reconocida con el premio Corazón solidario y Pasaporte sin fronteras otorgado por la Diputación Foral de Guipúzcoa. 
En 2017, fue galardonada con el Corazón de León por la organización Clubes de Leones.
En 2018, la asociación recibió el Premio a la solidaridad en la mar que entregan de forma conjunta el bufete de abogados Ruiz-Gálvez y el Instituto Marítimo Español.